# Batalla de Blanchetaque
La batalla de Blanchetaque o Blanchetacque se produjo en 1346, siendo la segunda de las tres batallas de la campaña de Crécy del rey Eduardo III de Inglaterra, tras la captura de Normandía y el acercamiento del ejército inglés a París, durante los primeros años de la guerra de los Cien Años. Aunque no tuvo la envergadura ni la notoriedad de la batalla de Crécy, librada dos días después, se puede decir que sin la victoria en Blanchetaque nunca hubiese sido posible la derrota del ejército francés en Crécy, pues sin cruzar el río Somme se encontraban en una posición muy desfavorable, rodeados por los franceses.

## La campaña
Después de la derrota de la defensa francesa de Caen en la batalla librada el 26 de julio y el posterior saqueo de la ciudad, el ejército inglés marchó hacia el este, a lo largo del río Sena. Las fuerzas francesas se replegaron rápidamente, empleando lo que más tarde sería conocido como táctica de tierra quemada, destruyendo todo lo que encontraron en la retirada, en un intento de dejar hambrientos a los ingleses en su avance. Esta estrategia se vio truncada el 14 de agosto, cuando los ingleses se hicieron con un vado sin vigilancia en el Sena, en la localidad de Poissy y construyeron un puente con el que lograron cruzar el río. Este hecho aterrorizó a París, causando una gran alarma entre la población, sin embargo podía suponer una ventaja francesa, ya que el ejército inglés se encontraba rodeado en los ríos Sena y Somme, ambos infranqueables. Cada puente y cada vado estaba vigilado a conciencia, con el rey Felipe VI establecido en un principio en París, y más tarde desplazado a Amiens, para entonces penetrar en la llanura entre los ríos, en un intento de dar caza a los ingleses con su ejército, considerablemente más numeroso.
Sin embargo, Eduardo III estaba determinado a romper el bloqueo francés del Somme, y lo intentó en varios puntos a finales del mes de agosto, atacando sin resultados Hangest-sur-Somme y Pont-Remy, antes de desplazarse al norte, hacia el estuario del río, buscando un vado por el que poder atravesarlo. Detrás tenía al ejército francés, que a pesar de algunos encuentros cercanos, no había podido alcanzar a los ingleses. El 23 de agosto una fuerza francesa puso resistencia al paso de los ingleses en Ouisemont, pero fueron asolados por la caballería de Eduardo, y la población fue quemada. La noche del 24 de agosto, las fuerzas inglesas acamparon en la localidad de Acheux, mientras que las francesas se encontraban a diez kilómetros en Abbeville, custodiando su puente en caso de que Eduardo intentara atacarlo. No hay consenso en cuanto al método exacto de su descubrimiento, pero durante la noche se informó a Eduardo por parte de, o bien un inglés establecido en Francia, o bien un prisionero francés, de que a sólo seis kilómetros existía un pequeño vado llamado Blanchetaque que seguramente no estaba preparado para un ataque. Eduardo mandó descampar rápidamente e hizo mover a todo el ejército rápidamente hacía el paso del río.

## La batalla
Al llegar al río comprobaron que los franceses habían armado una posición defensiva más fuerte de lo que en un principio habían creído. Vigilando el paso había 3.500 soldados al mando de Godemar du Foy, un general francés de gran experiencia. Otro problema fue la marea, muy considerable a dieciséis kilómetros de la costa, encontrándose muy alta y que no se esperaba que descendiese a niveles suficientes hasta varias horas después. Durante ese tiempo ambos bandos se prepararon para la acción, con el rey Eduardo convencido de que tendrían que cruzar en el río en esa oportunidad, ya que los suministros ingleses se estaban agotando, su ejército estaba hambriento y comenzaba a perder moral. La fuerza francesa se distribuyó en tres líneas a lo largo de la pendiente, con los mejores soldados, unos 500 hombres armados, posicionados en el centro.
A las 8 de la mañana 100 caballeros ingleses y soldados armados comenzaron el cruce por el vado gracias a Reginald Gozzer, bajo las órdenes de los experimentados oficiales Reginald Cobham y William de Bohun, conde de Northampton. Este avance estaba escoltado por una gran cantidad de arqueros ingleses que lanzaron una lluvia de flechas sobre las líneas francesas, causando bajas y una importante distracción de la defensa. Los ballesteros genoveses al servicio de Francia no fueron capaces de responder del mismo modo y los ingleses alcanzaron el lado francés del río. Rápidamente se formó una melé en la orilla del río, con un feroz ataque inglés que formó un agrupamiento en la orilla, el cual se alimentaba con nuevos soldados a medida que otros caían. La desesperación de los hombres en tierra y la precisión de los arqueros forzaron a los franceses a retroceder hasta que sus líneas se rompieron y huyeron hacia Abbeville, perseguidos muy de cerca por la caballería inglesa.
Una hora y media después de que se rompieran las líneas francesas, todo el ejército inglés  había cruzado el vado, y marchaba hacía al norte a través de una campiña rica en comida y botín. Los franceses habían estado tan seguros de que los ingleses no podrían cruzar el Somme que no habían arrasado esa zona, por lo que los ingleses pudieron abastecerse, quemando las poblaciones de Noyelles-sur-Mer y Le Crotoy a su paso. El rey Felipe no tardó en correr hacia su enemigo, persiguiendo el mucho menos numeroso ejército de Eduardo hacia la costa, antes de dudar y permitir a los ingleses una marcha sobre él. Eduardo usó este respiro para preparar su posición cerca de la ciudad de Crécy, donde se desarrolló la batalla al día siguiente, el 26 de agosto.

## Consecuencias
Sin la victoria en Blanchetaque, ganada a base de determinación más que de tácticas ingeniosas, Eduardo no habría sido capaz de encontrar la comida que su ejército necesitaba desesperadamente, ni tampoco la excelente posición desde la que ganó su más célebre batalla en Crécy sólo dos días después. Es difícil determinar las consecuencias para su ejército si no hubiese salido victorioso, pero bien podría haber significado el fin para Eduardo y para sus soldados. Blanchetaque era el último punto de paso posible antes de llegar a la costa y el ejército inglés no habría podido luchar o marchar como una unidad cohesionada sin la comida y las provisiones que esta victoria les ofreció. Así, en Blanchetaque consiguieron las posición en la que derrotaron al ejército francés y que les condujo al sitio de Calais. Las bajas en la batalla no se conocen con certeza, pero se considera que al menos 2.000 soldados franceses murieron en la acción, tanto en la batalla como en la persecución posterior. De las bajas inglesas se sabe menos, pero tuvieron que ser sustancialmente inferiores a las francesas.